# Diocesi di Susa

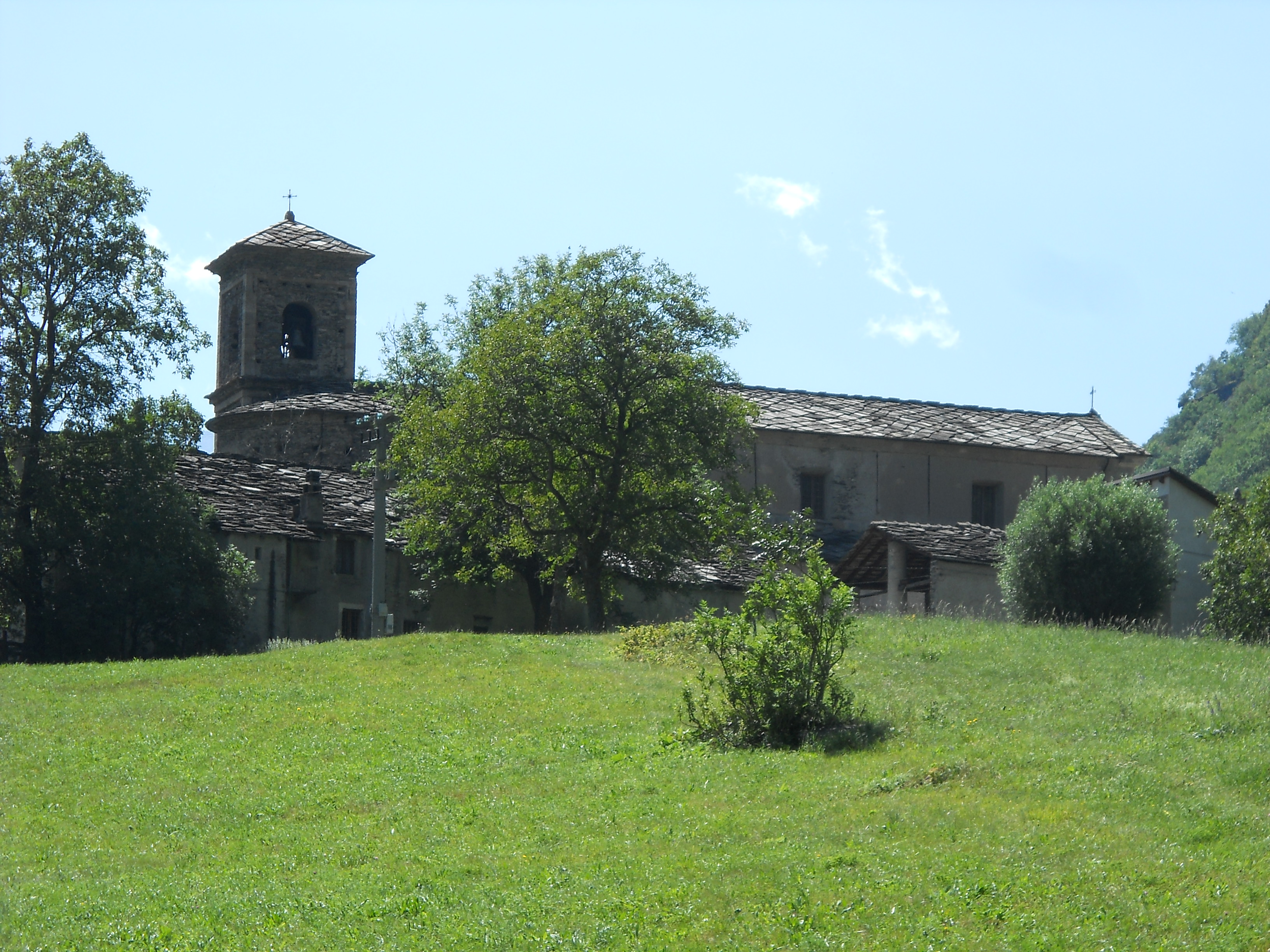
Scorcio sull'abbazia di Novalesa.

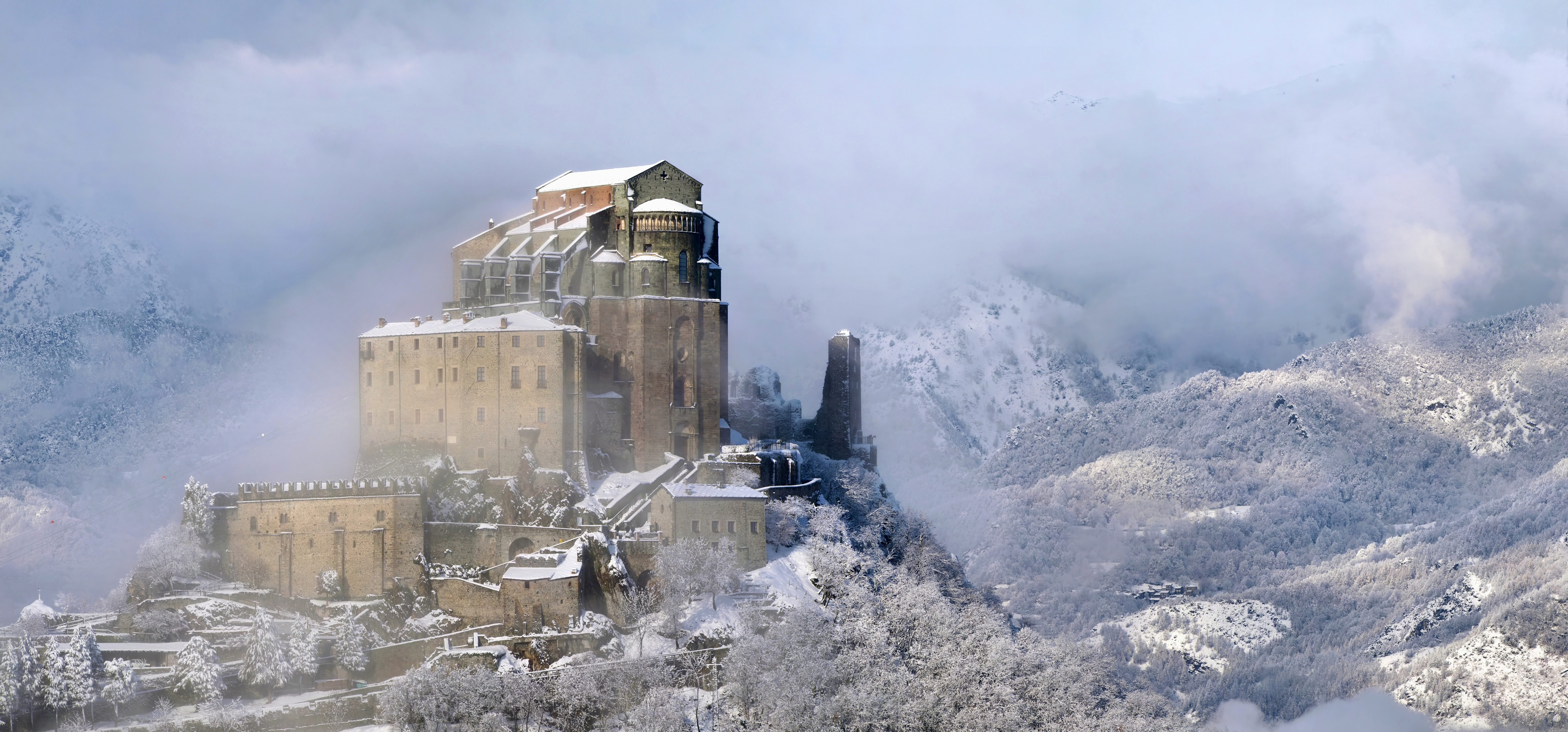
L'abbazia di San Michele della Chiusa, meglio nota come Sacra di San Michele.

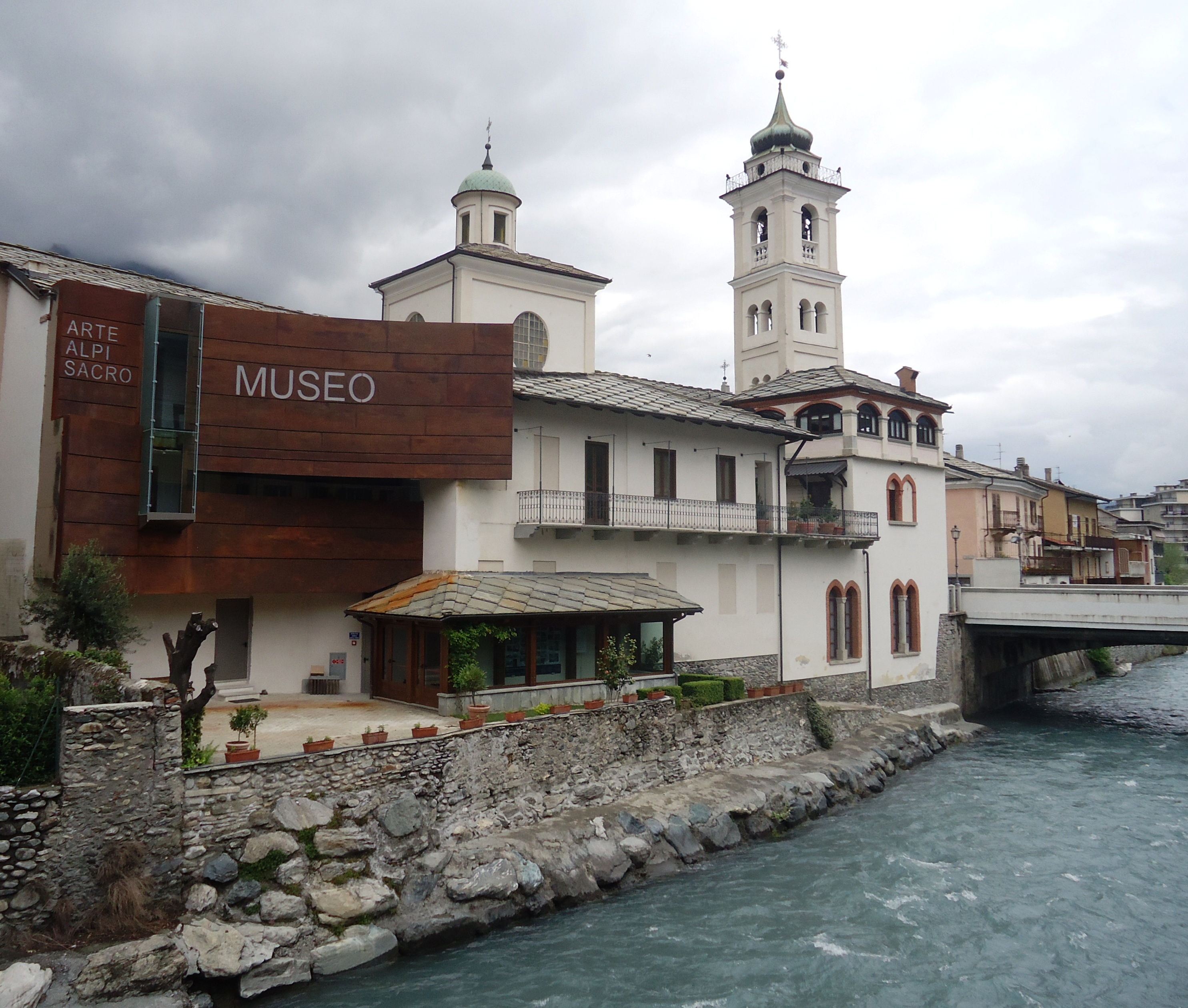
Sede del museo diocesano d'arte sacra di Susa.

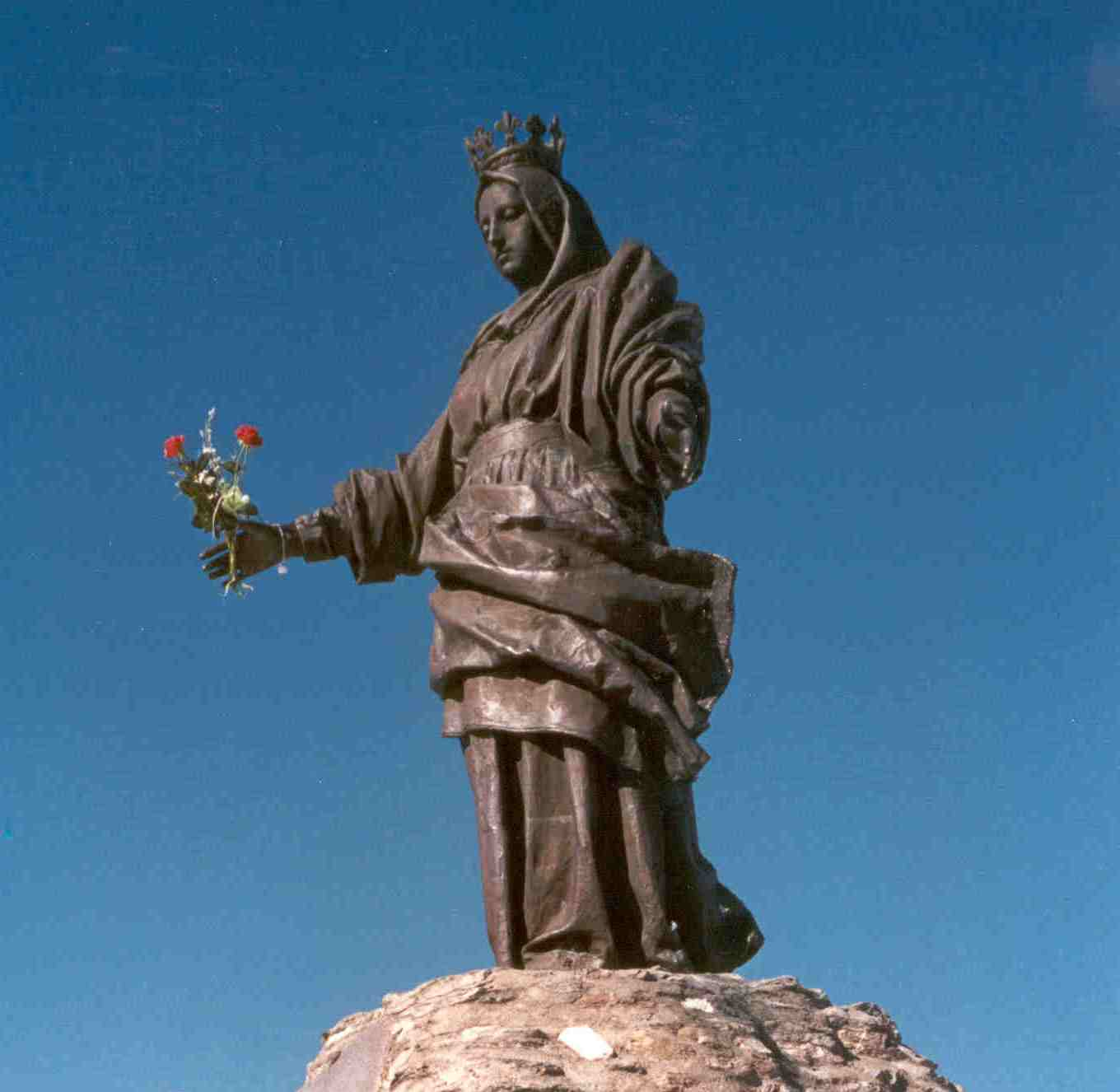
La statua della Madonna Rocciamelone, patrona della diocesi, posta in cima al monte omonimo dal vescovo Edoardo Giuseppe Rosaz nel 1899.

La diocesi di Susa (in latino Dioecesis Segusiensis) è una sede della Chiesa cattolica in Italia suffraganea dell'arcidiocesi di Torino appartenente alla regione ecclesiastica Piemonte. Nel 2023 contava 73.700 battezzati su 83.725 abitanti. È retta dal vescovo cardinale Roberto Repole.

## Territorio
La diocesi comprende la Val di Susa e la Val Cenischia. Confina a nord con l'arcidiocesi di Chambéry, San Giovanni di Moriana e Tarantasia, in Francia, e con l'arcidiocesi di Torino (con la quale confina anche a est e in parte a sud), a sud con la diocesi di Pinerolo, a ovest con la diocesi di Gap-Embrun, in Francia.
Sede vescovile è la città di Susa, dove si trova la cattedrale di San Giusto.

### Parrocchie e vicarie
Il territorio si estende su 1.062 km² ed è suddiviso in 61 parrocchie, raggruppate in 9 vicarie:
- vicaria di Bardonecchia
- vicaria di Cesana Torinese
- vicaria di Susa
- vicaria di Oulx
- vicaria di Novalesa
- vicaria di Bussoleno
- vicaria di Condove
- vicaria di Sant'Antonino di Susa
- vicaria di Almese

## Istituti religiosi
Nel 2024 la diocesi ospita le seguenti comunità religiose:
Istituti religiosi maschili
- Benedettini (Novalesa)
- Minori francescani (Bardonecchia)
- Rosminiani (Sant'Ambrogio di Torino)

Istituti religiosi femminili
- Suore di San Giuseppe (Susa)
- Suore francescane missionarie di Susa (Susa)
- Piccole ausiliatrici del clero (Susa)
- Piccole serve del Sacro Cuore di Gesù per gli ammalati poveri (Almese)
- Suore missionarie della Consolata (Caprie)

## Storia
Susa è ricordata per la prima volta nelle carte relative alla fondazione dell'abbazia di San Pietro di Novalesa nel 726. Nell'887 la città e il territorio facevano parte della diocesi di Saint-Jean de Maurienne. Risale all'XI secolo la fondazione dell'abbazia di San Giusto in Susa, attuale cattedrale diocesana, che per molti secoli fu abbazia nullius dioecesis. Le abbazie e i centri religiosi della Valle di Susa testimoniano ancora oggi l'importanza, durante il Medioevo, di questo territorio quale luogo di transito per i pellegrini diretti a Roma attraverso la Via Francigena o a Santiago di Compostela per il Cammino.
La diocesi fu eretta il 3 agosto 1772 da papa Clemente XIV con la bolla Quod nobis, ricavandone il territorio dalle giurisdizioni delle abbazie nullius di San Giusto di Susa e di San Pietro di Novalesa, e dall'arcidiocesi di Torino. Nel 1794 furono annesse alla diocesi di Susa le parrocchie dell'alta Valle appartenute un tempo all'arcidiocesi di Torino e amministrate dalla prevostura di San Lorenzo di Oulx, assegnate nel 1748 alla diocesi di Pinerolo.
Dopo sei anni di sede vacante, durante i quali la diocesi fu retta dal vicario capitolare Ludovico Giuseppe Majneri, il 20 luglio 1778 fu nominato il primo vescovo segusino, Giuseppe Francesco Maria Ferraris, dei signori di Genola, dottore in teologia, insigne oratore e teologo della Cattedrale di Pinerolo. La nomina a vescovo fu conferita con atto di papa Pio VI su presentazione del re di Sardegna Vittorio Amedeo III di Savoia; il vescovo fece il suo ingresso nella diocesi il 22 novembre 1778.
Nell'agosto del 1800, a causa delle guerre napoleoniche, fu impossibile nominare un nuovo vescovo, e la diocesi rimase vacante fino al 1º giugno 1803, quando, in occasione del riordino delle diocesi piemontesi voluto da Bonaparte, quella di Susa fu soppressa da papa Pio VII e incorporata nell'arcidiocesi di Torino. La diocesi fu ristabilita il 17 luglio 1817 dallo stesso papa Pio VII con la bolla Beati Petri. La soppressione del 1803 aveva colpito anche l'abbazia nullius di San Michele della Chiusa, che nel 1817 fu pure ristabilita, ma perdette il privilegio dell'esenzione dalla giurisdizione episcopale e fu annessa alla diocesi di Susa.
I primi vescovi, dopo la sua restaurazione, dovettero impegnarsi per ricostruire le strutture diocesane, andate perse nel periodo francese: Giuseppe Prin (1817-1822) ripristinò il seminario vescovile e gli uffici diocesani; Francesco Vincenzo Lombard (1824-1830) indisse il primo sinodo diocesano nel 1829. Particolare attenzione merita l'opera di Edoardo Giuseppe Rosaz, fondatore della congregazione religiosa delle Suore francescane missionarie di Susa, nominato vescovo di Susa il 31 dicembre 1877 e che governò la diocesi fino alla sua morte nel 1903. Nel 1930 iniziò il suo processo di canonizzazione; fu proclamato beato il 14 luglio 1991, durante la visita pastorale a Susa di papa Giovanni Paolo II.
Tra i vescovi del Novecento si ricordano: Carlo Marozio (1903-1910), che indisse il secondo sinodo diocesano e celebrò il millenario del martirio di san Giusto; Giuseppe Castelli (1910-1921), che celebrò il primo congresso eucaristico diocesano nel giugno 1920; Umberto Rossi (1921-1932), che celebrò altri cinque congressi eucaristici e diede vita all'azione cattolica diocesana; Umberto Ugliengo (1932-1953), a cui si devono il terzo sinodo diocesano, tre congressi eucaristici, due congressi mariani e la consacrazione della diocesi al Sacro Cuore di Gesù; Giuseppe Garneri (1954-1978), che fece costruire il santuario diocesano della Madonna del Rocciamelone a Mompantero.
Il 21 novembre 1961, con la lettera apostolica In Alpium Cottiarum, papa Giovanni XXIII ha proclamato la Beata Maria Vergine del Rocciamelone e San Giusto di Novalesa patroni principali della diocesi.
Dal 19 febbraio 2022 è unita in persona episcopi all'arcidiocesi di Torino.

## Istituzioni culturali diocesane
Nel 2000, nell'ambito del progetto culturale della CEI, la diocesi di Susa, tra le prime in Piemonte grazie al lavoro preliminare svolto da Severino Savi, ha fondato il museo diocesano d'arte sacra, nucleo del sistema museale diocesano, affiancandolo al centro culturale diocesano e all'archivio diocesano. Il museo ha sede nei locali adiacenti all'antica chiesa della Madonna del Ponte e raccoglie oggetti d'arte appartenuti al tesoro della cattedrale e al tesoro della Chiesa della Madonna del Ponte, assieme a opere di oreficeria, di statuaria lignea e lapidea e di tessuti provenienti da varie zone della diocesi. Tra i beni più preziosi, un reliquiario attribuito al VII secolo e il Trittico di Rotario del 1358. Il museo comprende quattro sezioni distaccate: Bardonecchia, Giaglione, Novalesa e San Giorio di Susa.
La biblioteca diocesana venne istituita in occasione della fondazione del seminario vescovile nel 1778. Oggi è costituita da un fondo di circa 45.000 volumi, con alcuni pezzi antichi, tra cui un messale della Novalesa del XII secolo, un breviario del XIV secolo, un pontificale miniato del 1497 e una bibbia xilografata del 1542.
I locali del seminario ospitano anche l'archivio storico diocesano, organizzato e inventariato nel 2000. Esso è costituito soprattutto dai fondi provenienti dall'archivio storico del capitolo di San Giusto di Susa e dall'archivio storico vescovile, e comprende documenti dal 1029, atto di fondazione dell'abbazia di San Giusto, a oggi. A questi fondi se ne sono aggiunti altri, frutto del recupero del patrimonio documentario valsusino (personalità importanti, confraternite, parrocchie).
Alla diocesi di Susa appartiene il settimanale locale La Valsusa, fondato nel 1897 dal vescovo Rosaz con il nome Il Rocciamelone, al quale dopo la prima guerra mondiale venne chiamato a collaborare il primo nucleo di suore che si dedicheranno alla stampa, le Paoline.

## Cronotassi dei vescovi
Si omettono i periodi di sede vacante non superiori ai 2 anni o non storicamente accertati.
- Sede vacante (1772-1778)

- Giuseppe Francesco Maria Ferraris di Genola † (20 luglio 1778 - 11 agosto 1800 nominato vescovo di Saluzzo)
  - Sede vacante (1800-1803)
  - Sede soppressa (1803-1817)
- Giuseppe Prin † (1º ottobre 1817 - 18 novembre 1822 deceduto)
- Francesco Vincenzo Lombard † (24 maggio 1824 - 9 febbraio 1830 deceduto)
- Pietro Antonio Cirio † (24 febbraio 1832 - 3 aprile 1838 deceduto)
- Pio Vincenzo Forzani † (23 dicembre 1839 - 25 gennaio 1844 nominato vescovo di Vigevano)
- Giovanni Antonio Odone † (24 aprile 1845 - 9 novembre 1866 deceduto)
  - Sede vacante (1866-1872)
- Federico Mascaretti, O.Carm. † (23 febbraio 1872 - 31 dicembre 1877 dimesso)
- Beato Edoardo Giuseppe Rosaz † (31 dicembre 1877 - 3 maggio 1903 deceduto)
- Carlo Marozio † (22 giugno 1903 - 31 agosto 1910 deceduto)
- Giuseppe Castelli † (23 agosto 1911 - 22 dicembre 1920 nominato vescovo di Cuneo)
- Umberto Rossi † (13 giugno 1921 - 14 maggio 1932 nominato vescovo di Asti)
- Umberto Ugliengo † (24 giugno 1932 - 2 ottobre 1953 deceduto)
  - Giovanni Giorgis † (31 dicembre 1953 - 22 maggio 1954 deceduto) (vescovo eletto)[8]
- Giuseppe Garneri † (2 luglio 1954 - 31 maggio 1978 ritirato)
- Vittorio Bernardetto † (31 maggio 1978 - 13 dicembre 2000 ritirato)
- Alfonso Badini Confalonieri (13 dicembre 2000 - 12 ottobre 2019 ritirato)
  - Sede vacante (2019-2022)[9]
- Roberto Repole, dal 19 febbraio 2022

## Vescovi di origine valsusina
Elenco dei vescovi originari della diocesi, dopo la sua erezione:
- Giuseppe Prin, vescovo di Susa (1817-1822)
- Giuseppe Maria Sciandra, vescovo di Acqui (1871-1888)
- Beato Edoardo Giuseppe Rosaz, vescovo di Susa (1877-1903)
- Giuseppe Calabrese, vescovo di Aosta (1920-1932)
- Rinaldo Camillo Rousset (Beaulard, 21 marzo 1860), vescovo di Bagnoregio (1906-1909), arcivescovo di Reggio Calabria (1909-1926)
- Agostino Rousset, vescovo di Ventimiglia (1933-1965)
- Giuseppe Pietro Gagnor, vescovo titolare di Tenneso (1941-1945) e ausiliare di Caserta, vescovo di Alessandria (1945-1964)
- Angelo Prinetto, vescovo titolare di Adriane (1961-1993), vicario dell'amministratore pontificio di Loreto (1961-1965)
- Renato Boccardo (Sant'Ambrogio di Torino, 21 dicembre 1952), vescovo titolare di Acquapendente (2003-2009), arcivescovo di Spoleto-Norcia dal 2009

## Calendario liturgico proprio della diocesi
Il calendario liturgico proprio della diocesi ricorda e celebra i seguenti santi e beati:
| Data         | Celebrazione                                               | Grado                                       |
| ------------ | ---------------------------------------------------------- | ------------------------------------------- |
| 15 gennaio   | San Mauro, patrono secondario della diocesi                | Memoria                                     |
| 31 gennaio   | San Giovanni Bosco, sacerdote                              | Memoria                                     |
| 1º febbraio  | Beata Anna Michelotti, vergine                             | Memoria facoltativa                         |
| 13 marzo     | Sant'Eldrado, abate                                        | Memoria facoltativa                         |
| 30 aprile    | San Giuseppe Cottolengo, sacerdote                         | Memoria                                     |
| 4 maggio     | Beato Edoardo Giuseppe Rosaz, vescovo                      | Memoria                                     |
| 6 maggio     | San Domenico Savio                                         | Memoria facoltativa                         |
| 23 giugno    | San Giuseppe Cafasso, sacerdote                            | Memoria facoltativa                         |
| 25 giugno    | San Massimo di Torino, vescovo                             | Memoria                                     |
| 1º agosto    | Sant'Eusebio di Vercelli, vescovo                          | Festa                                       |
| 5 agosto     | Madonna del Rocciamelone, patrona principale della diocesi | Solennità a Susa Festa in diocesi           |
| 16 agosto    | San Rocco                                                  | Memoria                                     |
| 7 settembre  | San Grato                                                  | Memoria                                     |
| 28 settembre | Beato Federico Albert, sacerdote                           | Memoria facoltativa                         |
| 15 ottobre   | Dedicazione della Chiesa cattedrale                        | Festa in diocesi Solennità nella Cattedrale |
| 19 ottobre   | San Giusto di Novalesa, patrono principale                 | Festa                                       |
| 27 novembre  | San Giovanni Vincenzo, eremita e vescovo                   | Memoria                                     |

## Santi e beati
Dalla sua istituzione, la diocesi ha visto alcuni esempi di santità nel suo territorio:
- la beata Anna Michelotti, che è vissuta anche ad Almese;
- il vescovo Edoardo Giuseppe Rosaz per il quale nel 1930 iniziò il processo di canonizzazione e fu proclamato beato il 14 luglio 1991 da papa Giovanni Paolo II.

Nel 2021 era in corso un'inchiesta diocesana sul laico Emilio Giaccone, fondatore dell'Ente Nazionale Assistenza Orfani dei Lavoratori Italiani (ENAOLI).

## Statistiche
La diocesi nel 2023 su una popolazione di 83.725 persone contava 73.700 battezzati, corrispondenti all'88,0% del totale.
| anno | popolazione | popolazione | popolazione | presbiteri | presbiteri | presbiteri | presbiteri                | diaconi | religiosi | religiosi | parrocchie |
| anno | battezzati  | totale      | %           | numero     | secolari   | regolari   | battezzati per presbitero | diaconi | uomini    | donne     | parrocchie |
| ---- | ----------- | ----------- | ----------- | ---------- | ---------- | ---------- | ------------------------- | ------- | --------- | --------- | ---------- |
| 1949 | 51.220      | 52.000      | 98,5        | 122        | 116        | 6          | 419                       |         | 14        | 121       | 62         |
| 1970 | 58.000      | 59.000      | 98,3        | 99         | 91         | 8          | 585                       |         | 9         | 180       | 64         |
| 1980 | 62.000      | 62.500      | 99,2        | 108        | 83         | 25         | 574                       |         | 31        | 218       | 64         |
| 1990 | 59.900      | 61.973      | 96,7        | 93         | 81         | 12         | 644                       |         | 20        | 128       | 62         |
| 1999 | 60.000      | 62.000      | 96,8        | 75         | 64         | 11         | 800                       | 1       | 19        | 140       | 62         |
| 2000 | 60.000      | 62.000      | 96,8        | 74         | 63         | 11         | 810                       | 1       | 28        | 135       | 62         |
| 2001 | 60.000      | 62.000      | 96,8        | 72         | 61         | 11         | 833                       | 1       | 26        | 123       | 62         |
| 2002 | 64.000      | 65.500      | 97,7        | 66         | 54         | 12         | 969                       | 1       | 17        | 110       | 62         |
| 2003 | 64.000      | 65.500      | 97,7        | 64         | 51         | 13         | 1.000                     | 2       | 20        | 108       | 62         |
| 2004 | 64.000      | 65.500      | 97,7        | 59         | 46         | 13         | 1.084                     | 2       | 18        | 103       | 62         |
| 2010 | 69.000      | 76.500      | 90,2        | 51         | 42         | 9          | 1.352                     | 2       | 18        | 72        | 61         |
| 2014 | 71.000      | 78.102      | 90,9        | 42         | 34         | 8          | 1.690                     | 2       | 16        | 62        | 71         |
| 2017 | 73.400      | 79.843      | 91,9        | 40         | 34         | 6          | 1.835                     |         | 13        | 43        | 71         |
| 2020 | 74.466      | 82.740      | 90,0        | 40         | 36         | 4          | 1.861                     | 2       | 8         | 41        | 61         |
| 2022 | 73.410      | 83.460      | 88,0        | 41         | 36         | 5          | 1.790                     | 2       | 10        | 32        | 61         |
| 2023 | 73.700      | 83.725      | 88,0        | 39         | 35         | 4          | 1.889                     | 3       | 6         | 33        | 61         |